# Stefan Kälin (Filmeditor)
Stefan Kälin (* 1966 in Küssnacht) ist ein Schweizer Filmeditor.

## Leben
Stefan Kälin absolvierte ein Kunststudium an der Schule für Gestaltung in Bern. Seit 1996 ist er als freischaffender Filmeditor tätig. Zu seinen Arbeiten gehören Spielfilme und Dokumentationen.
2019 wurde er für den Dokumentarfilm Chris the Swiss mit dem Schweizer Filmpreis für die beste Montage ausgezeichnet.
Stefan Kälin ist Mitglied der Schweizer Filmakademie.

## Filmographie (Auswahl)
- 2001: Utopia Blues
- 2003: Elisabeth Kübler-Ross – Dem Tod ins Gesicht sehen (Dokumentarfilm)
- 2004: Downtown Switzerland (Dokumentarfilm)
- 2005: Blau (Dokumentarfilm)
- 2007: Dutti der Riese (Dokumentarfilm)
- 2009: Sounds and Silence (Dokumentarfilm)
- 2010: Dharavi, Slum for Sale (Dokumentarfilm)
- 2012: Tatort: Hanglage mit Aussicht (Fernsehreihe)
- 2012: Die Wiesenberger – No Business like Show Business (Dokumentarfilm)
- 2013: Stärke 6
- 2014: Über-Ich und Du
- 2014: Der Goalie bin ig
- 2015: Driften
- 2015: Verdacht
- 2016: Tatort: Freitod (Fernsehreihe)
- 2018: Der Klang der Stimme (Dokumentarfilm)
- 2018: Chris the Swiss (Dokumentarfilm)
- 2020: Jagdzeit
- 2023: Die Nachbarn von oben